# 오영종
오영종(吳泳鍾, 1986년 10월 18일 ~ )은 대한민국의 전직 스타크래프트 프로게이머이다. 소속은 화승 OZ였다. 종족은 프로토스다. 아이디는 AnyTime.[gm].
그는 남다른 물량으로 '질럿공장장'이란 별명을 얻었고, 홍진호와의 경기에서 보여준 임팩트있는 다크템플러 활용에서 유래된 '사신(死神)'이란 닉네임도 가지고 있다. 가을에만 성적이 좋다 하여 '전어'라 불리기도 한다. 대한민국 공군 사병으로 복무했다.

## 선수 경력
2004년 Plus(전 화승 OZ)에 입단하며 프로게이머 생활을 시작했다.
2005년 So1 스타리그 4번 시드로 개인 리그에 데뷔, 김준영(前 한빛 스타즈), 홍진호(당시 KTF 매직엔스,현 제닉스 스톰), 서지훈(당시 GO, 현 CJ 엔투스), 최연성(SKT T1), 임요환(SKT T1)을 연파하며 우승하였다. (스타리그 6번째 로열로더) 차기 시즌 신한은행 스타리그 2005에는 우승자 징크스에 걸리며 16강에서 탈락했지만, 이 후 오영종의 활약은 점점 더 빛이 나게 되었다.
오영종은 개인리그 뿐만 아니라 팀단위 리그에서도 크게 활약했는데, 2006년 후기리그부터 르까프 OZ가 매시즌 플레이오프에 진출하는 데 지대한 공헌을 했고, 자신은 신한은행 스타리그 시즌 2에서 이윤열에게 밀려 아깝게 준우승을 하기도 했다. (차기 시즌인 시즌 3에서는 24강 조기 탈락). 특히 2007 시즌엔 전기리그 준우승, 후기리그 우승, 그랜드 파이널 우승이라는 눈부신 성적을 이끌어냈고, 프로리그 사상 최초로 3개의 MVP를 독식하며 에이스로서의 자신의 가치를 입증했다. 오영종의 활약으로 르까프 OZ(전신 Plus)는 만년 최하위권이라는 오명을 벗을 수 있었다.
그러나 2008년, 오영종은 전년도의 너무 많은 성과가 불러온 포만감 때문인지 시즌 내내 부진을 면치 못하였다. 양대 개인리그에서는 모두 조기 탈락하였고, 급기야 전기리그 후반부부터는 엔트리 제외는 물론 경기장에도 모습을 드러내지 않았는데, 여기엔 게임에 대한 의욕 하락과 코칭스태프와의 불화(조정웅 감독의 결혼식에 오랫동안 팀에서 같이 생활했던 오영종이 참석하지 않았던 것이 강력한 증거) 등이 원인으로 지적되었다. 팀과의 트러블이 있음을 인정했던 오영종은 공군 e스포츠병 모집에 전격 지원하였고, 2008년 8월 22일 박정석(KTF 매직엔스), 한동욱(위메이드 폭스)과 함께 최종 합격하였다. 이들은 입대 및 훈련이 끝난 11월 이후부터 공군 ACE 소속으로 활동, 드디어 11월 30일, 온게임넷 전에서 신예 김학수를 잡고 공군 입대 이후 첫 공식전 승리를 장식했다.
신한은행 프로리그 10-11에서 김구현을 꺾으면서 프로리그 13번째로 100승을 달성하였다.
2010년 10월 30일 제대 후 친정팀 화승 오즈에 주장으로서 복귀하였다. 공군 전역 최초로 시즌 7승을 달성하며 시즌을 마무리 지었다.
2011년 9월 화승 OZ의 해체되면서 선수 생명에 지장이 생겼고 11월 4일 은퇴가 공시되었다. 은퇴 후 질럿공장장이라는 닉네임으로 건전하게 개인방송활동을 하였었고 Tving 스타리그 2012 레전드 매치에 참가해서 이윤열을 상대로 승리하기도 하였다. 2012년 9월부터 한라공조 입사 후 직장 생활 중이었으나 이듬해에 퇴사했다는 소문도 있다. 아프리카 방송도 완전히 그만두었으며, 방송채널만 남아있는 상태이다.

### 전적
|             | 경기 | 승-패   | 승률  |
| ----------- | ---- | ------- | ----- |
| 대 테란     | 200  | 112–88  | 56%   |
| 대 저그     | 205  | 101-104 | 49.3% |
| 대 프로토스 | 123  | 63–60   | 51.2% |
| 총합        | 528  | 276–252 | 52.3% |

## 주요 경력

### 개인리그
메이저 개인리그 우승 1회, 준우승 1회
- 2004년 제3회 커리지 매치 입상
- 2004년 iTV 신인왕전 2004 준우승 (1:3 주영달)
- 2005년 So1 스타리그 2005 우승 (3:2 임요환)
- 2006년 신한은행 스타리그 2005 16강
- 2006년 신한은행 스타리그 2006 Season 2 준우승 (2:3 이윤열)
- 2007년 신한은행 스타리그 2006 Season 3 24강
- 2008년 곰TV MSL 시즌4 16강
- 2008년 곰TV 스타 인비테이셔널 4강
- 2008년 EVER 스타리그 2008 1차 본선
- 2008년 아레나 MSL 2008 32강
- 2008년 곰TV TG삼보-인텔 클래식 시즌1 16강
- 2009년 곰TV TG삼보-인텔 클래식 시즌3 64강 2R
- 2009년 e스타즈 서울 2009 스타크래프트 헤리티지 본선
- 2012년 e스포츠 명예의 전당 헌액

### 팀단위 리그
- 2005년 SKY 프로리그 2005 전기리그 개인전 다승왕(공동)
- 2007년 제5회 CJ 슈퍼 파이트 우승 (프로토스팀)
- 2008년 신한은행 프로리그 2007 후기리그 정규리그 MVP
- 2008년 신한은행 프로리그 2007 후기리그 개인전 다승왕
- 2008년 신한은행 프로리그 2007 후기리그 우승 (르까프 OZ)
- 2008년 신한은행 프로리그 2007 후기리그 결승전 MVP
- 2008년 신한은행 프로리그 2007 그랜드 파이널 우승 (르까프 OZ)
- 2008년 신한은행 프로리그 2007 그랜드 파이널 MVP

### 협회 수상
- 2006년 2005 대한민국 e스포츠대상 최우수 프로토스상
- 2006년 2005 대한민국 e스포츠대상 전략 개발상

### 프로리그 100승
- 오영종은 신한은행 프로리그 09-10 5라운드 6주차 2경기 STX와의 2세트 포트리스에서 김구현(STX)을 격파하면서 프로리그 100승 달성에 성공했다. 이는 통산 13번째 프로리그 100승 기록이다. 99승 103패의 전적을 보유한상태에서 김구현을 격파하면서 오영종의 전적은 통산 100승 103패가 되었다. 프로리그 통산 100승 시점에서 오영종은 개인전은 91승 팀플전은 9승을 기록하고 있다.

## 공군 출신 프로리그 첫 2승자
지금까지 공군 제대 후 2승을 거둔 선수는 없었다. 임요환은 1승 3패를 기록한 후 스타2로 전향했고, 박대만 역시 1승만을 기록한 후 해설자로 전향했다. 박정석은 1승 5패로 10-11 시즌을 마감했고 11-12 시즌1이 끝난 뒤 은퇴하였다.
오영종은 전역 후 이성은과 염보성, 박지수까지 잡아내며 3승을 하였고, 이후 정명훈에게 한 경기 패배한 후 박정석, 변형태, 조병세, 고인규를 4연승으로 내리 잡으며 시즌 7승을 달성했다. 하지만 이후 3연패를 하며 신한은행 프로리그 10-11 시즌 전적을 7승 6패로 마감했다.
그 후 은퇴하였고, 공군 출신자들 중에 프로리그에서 3승을 한 사례는 없었다.